# Etoro
Die Etoro oder Edolo sind eine kleine Ethnie in Papua-Neuguinea im Nordosten des Strickland-Bosavi-Gebietes. Ihre Bevölkerungszahl beträgt nur einige Hundert, ihre Sprache heißt auch Etoro oder Edolo und zählte im Jahr 2000 etwa 1700 Sprecher.
Das Verwandtschaftssystem der Etoro ist nach der Väterlinie organisiert (Patrilinearität). Frisch verheiratete Ehemänner müssen einen Brautdienst leisten und einige Jahre im Garten der Familie ihrer Braut arbeiten, um die Eheschließung und sich daraus ergebende Kinder zu legitimieren.
Wie auch andere Völker in dem Gebiet glauben die Etoro, dass Sperma die Quelle aller männlichen Stärke und Macht sei. Es sei eine knappe Ressource, die nicht produziert, sondern nur von Männern an pubertierende Knaben weitergereicht werden könne. Daher geben Männer ungerne ihr Sperma an Frauen ab, außer zum Zweck der Fortpflanzung, und das nur an etwa 100 rituellen Tagen pro Jahr. Bei den Etoro verlangt der rituelle Übergang vom Jungen zum Mann (Initiation), dass die pubertierenden Jungen oralen Sex (Blowjobs) an älteren Männern ausführen und ihr Sperma schlucken. So sollen die Jungen die Fähigkeit erhalten, das erhaltene Sperma ihrerseits an jüngere Knaben und an Frauen weiterzugeben. Männer und Frauen wohnen zumeist getrennt voneinander, beide begegnen sich eher ablehnend, entsprechend niedrig ist die Geburtenrate bei den Etoro. Es wird ihnen unterstellt, dass sie deshalb Kinder ihrer Nachbarvölker stehlen und als eigene aufziehen. Da sie glauben, dass homosexuelle Sexualkontakte die Knaben stärken und die Fruchtbarkeit der Pflanzen mehren, unterliegt Sex zwischen Männern keinen Einschränkungen. Solche Vorstellungen finden sich auch bei anderen Völkern auf Neuguinea (vgl. Marind-anim).
Für das soziale Ansehen und die eigene Bedarfswirtschaft steht bei den Etoro nicht das Hausschwein im Mittelpunkt, wie bei vielen anderen Völkern Papua-Neuguineas. Prestige können Männer vor allem durch das Schenken von Sperma an Knaben sowie durch das Teilen von Fleisch oder sonstigen Gütern erlangen. Ihnen obliegt es auch, als spirituelle Medien mögliche Hexerei abzuwehren. Frauen werden als minderwertig betrachtet, weil sie diese Dinge nicht bereitstellen können. Die Ernährung besteht vorrangig nicht aus Schweinefleisch und Süßkartoffel, sondern aus Palm-Sago (Pflanzenstärke). Hinzu kommen der (gemeinsame) Gartenanbau von Gemüse, der Fischfang und die Jagd. Wenige Etoro haben heute Zugang zu verarbeiteten Lebensmitteln. Während sie früher gemeinschaftliche Langhäuser bewohnten, die Männer an einem Ende und die Frauen und Kinder am anderen, leben die Etoro heute zumeist in Kernfamilien.
Die Furcht vor angeblicher Hexerei ist so bedeutend, dass Personen, deren Familien durch Todesfälle von gesunden Ehefrauen oder Kindern betroffen sind, oder die den Älteren nicht gehorchen, von eigenen Familienmitgliedern als Hexen getötet werden können. Der Ethnologe Raymond Kelly, der die Etoro seit den 1960ern studiert, berichtete von einer Frau, der nach einer längeren Zeit des Unglücks und Nichtbeachtung der Anweisungen ihrer weiblichen Ältesten eines Nachts von ihrem nächsten männlichen Verwandten die Kehle durchgeschnitten wurde.